# European Boxing Union
Die European Boxing Union (EBU, englisch für „Europäische Box-Union“), deren Vorgänger die im Jahre 1913 im belgischen Gent gegründete International Boxing Union (IBU) war, ist der europäische Kontinentalverband für Profiboxer mit Sitz in Rom und wurde im Jahre 1946 gegründet.
Die EBU vergibt den Titel des Europameisters (EBU) und dem untergeordnet die Titel EU-Europameister und Europameister der Nicht-EU-Staaten (EBU-EE). Die untergeordneten Titel sind eine Art Aufbautitel, nicht die eigentliche Europameisterschaft (EBU-Titel).
Die EBU ist mit dem World Boxing Council (WBC) assoziiert, so dass amtierende EBU-Champions oft in der WBC-Rangliste auf vorderen Plätzen zu finden sind. Daher war z. B. Oktay Urkal Pflichtherausforderer von Kostya Tszyu und Željko Mavrović Pflichtherausforderer von Lennox Lewis.